# Donsión
Donsión (oficialmente Santa Baia de Donsión) es una parroquia española del municipio de Lalín, perteneciente a la provincia de Pontevedra, en la comunidad autónoma de Galicia.

## Historia
Hacia mediados del siglo XIX, el lugar, ya por entonces perteneciente a Lalín, tenía contabilizada una población de 290 habitantes. Aparece descrito en el séptimo volumen del Diccionario geográfico-estadístico-histórico de España y sus posesiones de Ultramar de Pascual Madoz con las siguientes palabras:

DONSION (Santa Eulalia): felig. en la prov. de, Pontevedra (9 1/2 leg.), part. jud. y ayunt. de Lalin (1/2), dióc. de Lugo (10 1/2): sit. en la encañada que forma el arroyo que desde la felig. de Goyás desciende á unirse con el r. Asneiro. La combaten todos los vientos, el clima es templado y saludable. Tiene 58 casas repartidas en las ald. de Bergazos, Carballude, Donsion, Estivelle, FOndevila, Iglesia y Pena. La igl. parr. (Sta. Eulalia) es aneja de la de Sta. Maria de Donramiro. Confina el térm. con la felig. matriz y las de Filgueira y Votos. El terreno es de buena calidad. prod.: trigo, centeno, maiz, panizo, patatas, legumbres, hortalizas, frutas y yerbas de pasto; sostiene ganado vacuno, mular, de cerda, lanar y cabrio; hay caza y pesca de varias especies. ind.: la agrícola y molinos harineros. pobl.: 58 vec., 290 almas. contr.: con su ayunt. (V.)
(Madoz, 1846, p. 406)

En 2022, tenía empadronados 215 habitantes.